# Paulus Huigen
Paulus Huigen (Veldhuizen, 11 november 1952) is emeritus hoogleraar algemene sociale geografie, in het bijzonder de regionale geografie aan de Rijksuniversiteit Groningen.

## Levensloop
Huigen is geboren en getogen in Veldhuizen. Hij volgde het middelbaar onderwijs aan het Christelijk Gymnasium in Utrecht en hij behaalde in 1972 zijn Gymnasium Bèta-diploma. Hij studeerde sociale geografie in Utrecht en behaalde in 1979 zijn doctoraal examen sociale geografie.
Huigen begon zijn wetenschappelijke carrière op de Faculteit Ruimtelijke Wetenschappen in Utrecht als wetenschappelijk medewerker en promoveerde in 1986 bij Joost Hauer en Marc de Smidt op een onderzoek naar het bereik van bewoners in de landelijke gebieden in Zuidwest Friesland. 
In 1995 aanvaardde hij het ambt van Hoogleraar Algemene Sociale Geografie, in het bijzonder de regionale geografie aan de Rijksuniversiteit Groningen. Hij formeerde een nieuwe onderwijs- en onderzoeksgroep en veranderde de naam van de studierichting en vakgroep van regionale geografie in culturele geografie. ‘Dat is een naam die moderner klinkt en het beter doet in de marketing bij studenten. Met de naam van de vakgroep en studierichting verandert ook de inhoud van het onderzoek en het erop aansluitend onderwijs. Het krijgt een moderne theoretische basis, met nieuwe vakken, zoals ‘mensen en plekken’, ‘global village’, ‘representeren van plaatsen’, ‘heritage identities’ en ‘toerisme’ 
Van 1998 tot 2002 was hij Decaan van de Faculteit Ruimtelijke Wetenschappen. In 2017 ging hij met emeritaat.

## Wetenschappelijk werk
Huigen ontwikkelde zich als een specialist op het gebied van de rurale geografie. Zijn in 1986 verschenen dissertatie maakte deel uit van het zogenaamde Zuidwest Friesland project van het Geografisch Instituut van de Universiteit van Utrecht. Huigen was geïnteresseerd in bereik en bereikbaarheid van voorzieningen in een perifeer landelijk gebied. De studie diende ook als een bijdrage aan de ontwikkeling van de rurale geografie. De theoretische delen van het proefschrift werden geschreven met behulp van het begrippenapparaat uit de tijd-ruimtebenadering van Torsten Hägerstrand. Huigen wilde met zijn studie een basis leveren voor de evaluatie van locatiebeslissingen bij rurale voorzieningen.
In 1989 verscheen onder de titel ‘De achterkant van verstedelijkt Nederland’ een verslag van een groot onderzoek in opdracht van de Rijksoverheid. Het platteland kreeg in het overheidsbeleid te weinig aandacht en deze studie maakte duidelijk dat er grote veranderingen in de sociaal-ruimtelijke structuur van de Nederlandse landelijke gebieden aan de gang waren. De landelijke gebieden waren geen exclusieve agrarische productieruimte meer. Nederlandse geografen (en zij niet alleen) hadden meer aandacht gehad voor stedelijke vraagstukken. Huigen heeft een belangrijke rol gespeeld in het aandacht vragen voor de landelijke gebieden.
In 1996 stelde Huigen: ‘De uitkomst van de botsing tussen de verschillende economische en vooral culturele waarden van actoren in en buiten plattelandsgebieden zal doorslaggevend zijn voor de toekomstige functie en inrichting van plattelandsgebieden. Daarbij dient zich nadrukkelijk de kwestie van het bestaan van een regionale rurale identiteit aan’ 
In zijn onderzoek als hoogleraar in Groningen heeft het thema van de rurale identiteit geleidelijk aan een breder perspectief gekregen. Uit de sinds 2000 verschenen publicaties blijkt dat de wijze waarop groepen mensen betekenis hechten aan hun omgeving of plaats centraal komt te staan. Dat kan gaan over de manier waarop jonge volwassenen hun identiteit plaats geven of de rol van een bepaalde plaats of plek bij drinkpraktijken van jongeren. Steeds gaat het over het ruimtelijk gedrag en de daarmee samenhangende emotionele binding met de omgeving. Met de verkregen inzichten kan een bijdrage worden geleverd aan de eigenlijke doelstelling van de culturele geografie: het verbeteren van de plek waar mensen wonen en werken.

## Publicaties, een selectie
Jaren 1980
- Binnen of buiten bereik. Een sociaal-geografisch onderzoek in Zuidwest-Friesland, Nederlandse Geografische Studies, 7, Koninklijk Nederlandse Aardrijkskundig Genootschap/Geografisch Instituut Utrecht, Amsterdam/Utrecht, 1986
- De bereikbaarheid van voorzieningen in Noord Nederland. Nederlandse Geografische Studies, 55, Amsterdam/Utrecht, 1987. In opdracht van de Rijksplanologische Dienst en het Ministerie van Welzijn, Volksgezondheid en Cultuur (met O.A.L. C. Atzema, A.G.A. de Vocht en C.R. Volkers)
- Vergrijzen in het Groen. Het bereik van ouderen en de bereikbaarheid van voorzieningen in landelijke gebieden. Nederlandse Geografische Studies, 59, Amsterdam/Utrecht, 1988 (met A.H.H.M. Kempers-Warmerdam, F.M. Dieleman en J. Hauer)
- The future development of the settlement pattern in rural areas. In: G. Clark, P. Huigen & F. Thissen (Eds.), Planning and the future of the countryside: Great Britain and the Netherlands, Nederlandse Geografische Studies, 92, Amsterdam, 1989, pp. 49-61 (met D. Bakker)
- De achterkant van verstedelijkt Nederland. De positie en funktie van landelijke gebieden in de Nederlandse samenleving. Nederlandse Geografische Studies, 89, Utrecht 1989 (redactie met M.C.H.M. van de Velden)

Jaren 1990
- Rural settlement pattern and service provision. In: J. van Weesep & P. Korcelli (Eds.), Residential mobility and social change: studies from Poland and the Netherlands, Nederlandse Geografische Studies, 106, Amsterdam/Utrecht, 1990, pp. 163 – 174 (met A.H.H.M. Kempers-Warmerdam)
- Dorpen, Deel 4, Atlas van Nederland. 's Gravenhage: SDU, 1990. (met O.A.L.C. Atzema, J. Buursink, J.P. Groot, J. Renes en C.R. Volkers)
- The Dutch countryside: recent trends pose threats for the future. In: M. de Smidt, A. Granberg & E. Wever (Eds), Regional development strategies and territorial production complexes, a Dutch - USSR perspective, Nederlandse Geografische Studies,130. Amsterdam: Koninklijk Nederlands Aardrijkskundig Genootschap, 1991, pp. 176 – 188 (met met O.A.L.C. Atzema)
- The changing function and position of rural areas in Europe, Nederlandse Geografische Studies 153 Utrecht: Faculteit Ruimtelijke Wetenschappen, 1992 (redactie met L.J. Paul en C.R. Volkers)
- Rurale geografie gaat op in rurale studies. Geografie, juni, 1996, pp. 27-31.
- Verliest het platteland zijn streken? Inaugurele rede. Groningen: Faculteit der Ruimtelijke Wetenschappen, Rijksuniversiteit Groningen, 1996
- Premises in Rural Planning. In: P.H. Pellenbarg, F. Schuurmans & J. de Vries (red), Reisgenoten, Liber amicorum prof. dr. W.J. van den Bremen, Nederlandse Geografische Studies Utrecht/Groningen: Koninklijk Aardrijkskundig Genootschap/Faculteit der Ruimtelijke Wetenschappen, Rijksuniversiteit Groningen, 1996, pp. 181-200 (met J. Kleine en F. Spakman)
- Dimensions of Sustainable Rural Systems, Nederlandse Geografische Studies, 244, Utrecht/Groningen: Koninklijk Aardrijkskundig Genootschap/Faculteit der Ruimtelijke Wetenschappen, Rijksuniversiteit Groningen, 1998 (Redactie met I.R. Bowler en C. Bryant)

Jaren 2000-2009
- Claiming Rural identities. Dynamics, Contexts, Policies, Assen: Van Gorcum, 2000 (redactie met T. Haartsen en P. Groote)
- Het platteland trekt. In: E.van der Velden & E. Wever (red), Regio’s in beweging. Pp. 145- 164. Utrecht: Rabobank Nederland, 2000, pp. 145-164 (met Bart van der Aa)
- Rural Areas in The Netherlands, Tijdschrift voor Economische en Sociale Geografie - Journal of Economic and Social Geography 94(1), 2003, p. 129-136. (met Tialda Haartsen en Peter Groote)
- Measuring age differentials in representations of rurality in The Netherlands, Journal of Rural Studies, 19(2), 2003 pp. 245 - 252. (met Tialda Haartsen en Peter Groote)
- Escaping times and places: an artist community in Germany. In: G. Ashworth and B. Graham (eds) Senses of Place: Senses of Time. Aldershot: Ashgate, 2005, pp. 155-164 (met B. van Hoven, L. Meijering)
- Intentional communities in rural spaces, Tijdschrift voor Economische en Sociale Geografie 98(1), 2007, pp. 42-53 (met L. Meijering en B. van Hoven)
- Roadside memorials from a geographical perspective. Mortality 14(2) 2009, pp. 187-201 (met M. Klaassens en P. Groote)

Jaren 2010
- Analysing regional identities in the Netherlands, Tijdschrift voor Economische en Sociale Geografie, 101(4), 2010, pp. 409-421 (met Carola Simon en Peter Groote)
- The spatial-cultural configuration of sex work in Goa India. Tijdschrift voor Economische en Sociale Geografie, 102(2), 2011, pp. 162-175 (met A. Bailey en I. Hutter)
- ‘In summer we go and drink at the lake’: young men and the geographies of alcohol and drinking in rural Estonia, Children's Geographies, 12(4), 2013, pp. 447-463 (met E.M. Trell en B. van Hoven)
- Understanding older adults’ social capital in place: Obstacles to and opportunities for social contacts in the neighbourhood. Geoforum, 2015, pp. 87-97 (met D. Lager en B. van Hoven)
- Tracing memories in borderspace. In: D. Moran and A. K. Schliehe (eds) Carceral Spatiality: Dialogues between Geography and Criminology. Palgrave 2017, pp 201-236 (met C. Bernardt en B. van Hoven)
- Creative and Arts-Based Research Methods in Academic Research. Lessons from a Participatory Research Project in The Netherlands. Forum Qualitative Sozialforschung / Forum: Qualitative Social Research. Vol 19, No 2 (2018). http://dx.doi.org/10.17169/fqs-19.2.2961 (met G. van der Vaart en B. van Hoven)

- Bibsys: 1055319
- International Standard Name Identifier: 0000 0001 1790 475X
- Library of Congress Control Number: n86027598
- NARCIS: PRS1238458
- Nationale bibliotheek van Australië: 35793815
- Nationale Bibliotheek van Israël: 987007449873405171
- Nederlandse Thesaurus van Auteursnamen: 071700412
- Système universitaire de documentation: 069977267
- Virtual International Authority File: 1484591
- WorldCat: E39PBJrGrqHcRy8MT63t3vJdQq